# رده (روستا)
رده (در عربی:  اَلرَدَة) روستای کوچکی از توابع شهر دبا الفجیره در نوار ساحلی کرانهٔ
دریای عمان از توابع امارت فجیره از امارات هفتگانه دولت امارات متحده عربی واقع شده است.

## جمعیت
جمعیت روستا در حدود ۶۸ نفر (۲۳ خانوار) می‌باشند که از اهل سنت و مالکی مذهب هستند.